# Trjasina
Trjasina (russisk: Трясина) er en sovjetisk spillefilm fra 1977 af Grigorij Tjukhraj.

## Medvirkende
- Nonna Mordjukova som Matrjona
- Vadim Spiridonov som Stepan
- Andrej Nikolaev som Mitja
- Valentina Telitjkina som Nina
- Irina Korabljova som Tanja